# Evangelina Naranjo
Evangelina Naranjo Márquez (Sevilla, 8 de octubre de 1967) es una política española del Partido Socialista Obrero Español y ex Consejera de Gobernación (2004-2008) y de Justicia y Administración Pública (2008-2009) de la Junta de Andalucía. 

## Biografía
Natural de Sevilla, es Ingeniera Técnica Agrícola de formación, desempeñó diversas tareas en el Ayuntamiento de Sevilla desde 1999, hasta convertirse en consejera autonómica. Más recientemente fue elegida diputada por la circunscripción electoral de Sevilla, ocupando el escaño número 58 del Parlamento de Andalucía.

## Cargos desempeñados
- Concejal del Ayuntamiento de Sevilla (1999-2004).
- Consejera de Gobernación de la Junta de Andalucía (2004-2008).
- Diputada por Sevilla en el Parlamento de Andalucía (1996-2000)  (2008-2011).
- Consejera de Justicia y Administración Pública de la Junta de Andalucía (2008-2009).